# Irena Veisaitė
Irena Veisaitė (Kaunas, 9 de enero de 1928-Vilna, 11 de diciembre de 2020) fue una académica del teatro lituana, activista intelectual y de derechos humanos.

## Biografía
Veisaitė nació en Kaunas en el seno de una familia judía lituana y asistió a una escuela primaria yiddish desde 1934 hasta 1941. Sobrevivió al Holocausto. Obtuvo un doctorado en Leningrado en 1963 con una disertación sobre la poesía de Heinrich Heine y fue profesora en la escuela de profesores de Vilna de 1953 a 1997. También fue directora del Centro Cultural Thomas Mann en Nida. Recibió la Medalla Goethe en 2012 por su contribución al intercambio cultural entre Alemania y Lituania.
Fue presidenta durante mucho tiempo de la Fundación Open Society in Lithuania.
También fue conocida por abordar el comunismo en su trabajo y dijo en una entrevista con la Deutsche Welle que "los soviéticos eran muy, muy malos. Diferente de los nazis, pero no mejor".
Veisaite falleció en Vilna en diciembre de 2020 a consecuencia del COVID-19.